# Малеин, Александр Иустинович
Александр Иустинович Малеин (24 августа (5 сентября) 1869, Торжок — 26 октября 1938, Ленинград) — российский филолог-классик, библиограф, книговед. Член-корреспондент Академии наук СССР.

## Биография
Учился в Ржевской прогимназии и Тверской гимназии, которую окончил в 1888 году с золотой медалью. В 1892 году окончил Петербургский историко-филологический институт. В 1894 году после сдачи магистерских экзаменов он был командирован за границу, где слушал лекции в Гейдельбергском и Боннском университетах; много работал в Ватиканской, Флорентийской и Амброзианской библиотеках. Защитил в Московском университете магистерскую диссертацию «Марциал. Исследования в области рукописного предания поэта и его интерпретации» 22 апреля 1900 года.
Преподавал классическую филологию в Петербургском университете, латынь — в Женском педагогическом институте и Историко-филологическом институте; на Высших историко-литературных и юридических курсах Н. П. Раева — античную литературу; в 1-й петерб. гимназии — древние языки; в Александровском лицее — латинский язык. Для средних школ составил две хрестоматии из произведений Вергилия и Тита Ливия. Был членом комиссии по реформе средней школы при Министерстве народного просвещения Российской империи, председателем подкомиссии по древним языкам.
Доктор римской словесности (1900), член-корреспондент Петербургской Академии наук (1916).
Совместно с С. О. Цыбульским издавал журнал «Гермес» (1907—1918). В 1913—1917 годах возглавлял отдел критики и библиографии «Исторического вестника».
Один из основателей Русского библиологического общества, которое возглавлял в 1919—1926 годах. В 1921—1926 годах заведовал кафедрой классической филологии Петроградского университета.
С 1924 по 1931 год работал в Библиотеке АН СССР, где организовал Кабинет инкунабул, редких иностранных книг, иностранных рукописей и гравюр, а с 1931 — в Институте книги, документа и письма АН СССР.
Похоронен на Смоленском кладбище в городе Санкт-Петербурге.

## Работы
А. И. Малеин написал 352 научные работы, многие из которых явились ценным вкладом в науку и создали ему имя крупного учёного.

### Указатели
- Библиографический указатель книг и статей по Римской истории на русском языке. — СПб., 1899.
- Новые книги историко-археологического содержания, вышедшие в России // Известия археологической комиссии, 1902—1918 (более 12 тысяч изданий).
- Литература времени Великой французской революции в собраниях АН СССР (1934).

### Книговедение
- Начало библиографии в Греции и «таблицы» Калимаха. — СПб., 1892.
- Рукописное предание загадок Альдгельма. СПб., 1908. (Докторская диссертация.)
- О редкой книге. Петроград, 1923. (Совместно с М. Г. Флеером)
- Что такое книжная редкость? (недоступная ссылка) // О редкой книге. Петроград, 1923.
- Краткий очерк истории иностранной библиографии. Л., 1925.
- О периодических органах научной библиографии за границей (статья, 1926)
- Исторический очерк развития библиографии и современное состояние её на Западе и в СССР (статья, Л., 1927).
- История русской книги: Записки по курсу А. И. Малеина, сост. слушателями ВКБ при ГПБ. Л., 1927 (1928).
- Главнейшие издания и переводы «Утопии» (1935).
- Западноевропейская книга ко времени Ивана Федорова (1935)
- Приложение к статье А. С. Орлова «Тилемахида» // XVIII век. Сборник статей и материалов. Вып. 1. М.; Л. 1935.

### Античность
- Марциал: исследования в области рукописного предания поэта и его интерпретации. — СПб., 1900. (Магистерская диссертация.)
- Латинский церковный язык. Сергиев Посад, 1907.

## Переводы
- Дневник путешествия в Московию: (1698 и 1699 гг.) / Иоанн Георг Корб; пер. и примеч. А. И. Малеина. — СПб.: издание А. С. Суворина, 1906. — 322 с.
- Записки о московитских делах / Бар. Сигизмунд Герберштейн. — СПб.: А. С. Суворин, 1908. — 383 с.
  - переиздание: Герберштейн Сигизмунд. Записки о Московии / Пер. с нем. А. И. Малеина, А. В. Назаренко. — М.: Изд-во МГУ. 1988. — 430 с.: ил. Восточная литература. Дата обращения: 3 марта 2011.
  - переиздание: Герберштейн Сигизмунд. Записки о Московии: В 2 тт. / Пер. А. И. Малеина, А. В. Назаренко. Под ред. А. Л. Хорошкевич. — М.: Изд-во «Памятники исторической мысли», 2008. — 776+656 с. (Новейшее российское издание).
- Шлихтинг Альберт. Новое известие о России времени Ивана Грозного. «Сказание» Альберта Шлихтинга. — 3-е изд., испр. и доп. — Л.: Изд-во АН СССР, 1934. — 97 с.
  - переиздание: Шлихтинг А. Новое известие о России времени Ивана Грозного // В кн.: Гейденштейн Р. Записки о Московской войне (1578—1582). Шлихтинг А. Новое известие о России времени Ивана Грозного. Штаден Г. О Москве Ивана Грозного. — Рязань: Александрия, 2005. — С. 315—378. — (Источники истории). — ISBN 5-94460-012-8.
- Павел Ио́вий Новокомский. Книга о московитском посольстве, 1908[2]
- Джиованни дель Плано Карпини. История Монгалов, именуемых нами Татарами. СПб., 1911.[3][4] текст в Викитеке
- Гильом де Рубрук. Путешествие в Восточные страны. СПб., 1911.[3][4]
- Геррит Де-Фер. Плавания Баренца. Издательство Севморпути, Л., 1930. (Там же: предисловие переводчика.)
- Мор Т. Утопия (опубл.: 1935), текст в Викитеке

## Архив
Содержится в РНБ:
- Ф. 10/4—32, 34;
- ОР РНБ. Ф. 316, д. 38, 56, 75, 13